# Stephen Ward (musical)
Stephen Ward is een Britse musical uit 2013 over de Britse osteopaat Stephen Ward en zijn ontmoeting met Christine Keeler, wat uiteindelijk tot de Profumo-affaire en de zelfmoord van Ward zou leiden. De musical is geschreven door Christopher Hampton en Don Black, de muziek is gecomponeerd door Andrew Lloyd Webber en zijn productiemaatschappij The Really Useful Theatre Group is de productiemaatschappij.

## Productie
Andrew Lloyd Webber kondigde in februari 2012 in een interview met Chris Evans aan dat hij een musical ging maken over de Profumo-affaire. De eerste lezing werd gehouden begin 2013, met een eerste publieke uiting in februari 2013, door Milos Karadaglic die het nummer zingt tijdens de special Andrew Lloyd Webber: 40 Musical Years op de Britse televisiezender ITV.
Op 28 juni 2013 werd door de producenten officieel bevestigd dat de musical gespeeld zou gaan worden in het Aldwych Theatre in Londen. 

## Rolverdeling
| Acteur               | Personage                      |
| -------------------- | ------------------------------ |
| Alexander Hanson     | Stephen Ward                   |
| Charlotte Spencer    | Christine Keeler               |
| Charlotte Blackledge | Mandy Rice-Davies              |
| Anthony Calf         | Lord Astor                     |
| Martin Callaghan     | Peter Rachman                  |
| Ricardo Coke-Thomas  | Lucky Gordon                   |
| Ian Conningham       | Eugene Ivanov                  |
| Kate Coysten         | Murray's girl / Ronna          |
| Jason Denton         | President Ayub Khan / Ensemble |
| Daniel Flynn         | John Profumo                   |
| Julian Forsythe      | Rawlinson                      |
| Amy Griffiths        | Murray's girl / Vickie         |
| Christopher Howell   | Murray                         |
| Paul Kemble          | Redmayne                       |
| Emma Kate Nelson     | Murray's girl / Mariella       |
| Joanna Riding        | Valerie Hobson                 |
| Wayne Robinson       | Johnny Edgecombe               |
| Carl Sanderson       | Male ensemble                  |
| Emily Squibb         | Murray's girl                  |
| John Stacey          | Boothby                        |
| Helen Ternent        | Murray's girl                  |
| Tim Walton           | Murray's singer                |